# East Cameron Township
Die East Cameron Township ist eine Township im Northumberland County in Pennsylvania, Vereinigte Staaten. Das U.S. Census Bureau hat bei der Volkszählung 2020 eine Einwohnerzahl von 626 ermittelt.

## Geographie
Nach den Angaben des United States Census Bureaus hat die Township eine Gesamtfläche von 30,7 km², ausschließlich Landflächen. Die benachbarten Townships sind (im Uhrzeigersinn) im Norden die Coal Township und östlich davon die Mount Carmel Township, nach Südosten hin die Eldred Township im Schuylkill County, die Upper Mahanoy Township im Süden und die West Cameron Township im Westen.
Das Gebiet der Township wird entwässert vom Mahanoy Creek. Die natürlichen Grenzen der Township sind der Mahanoy Mountain im Norden und der Line Mountain im Süden, dessen Hänge weitgehend Bestandteil der State Game Lands Number 84 sind.
Ganz im Osten der Township liegt das Straßendorf Helfenstein; es liegt teilweise im benachbarten Schuylkill County. Gowen City erstreckt sich entlang der Upper Road auf beiden Seiten der Pennsylvania Route 125 und weiter westlich entlang der Upper Road liegt das Straßendorf Point Breeze.

## Demographie
Zum Zeitpunkt des United States Census 2000 bewohnten East Cameron Township 686 Personen. Die Bevölkerungsdichte betrug 22,3 Personen pro km². Es gab 301 Wohneinheiten, durchschnittlich 9,8 pro km². Die Bevölkerung in East Cameron Township bestand zu 99,56 % aus Weißen, 0 % Schwarzen oder African American, 0,29 % Native American, 0,15 % Asian, 0 % Pacific Islander, 0 % gaben an, anderen Rassen anzugehören und 0 % nannten zwei oder mehr Rassen. 1,31 % der Bevölkerung erklärten, Hispanos oder Latinos jeglicher Rasse zu sein.
Die Bewohner East Cameron Townships verteilten sich auf 267 Haushalte, von denen in 29,2 % Kinder unter 18 Jahren lebten. 69,7 % der Haushalte stellten Verheiratete, 6,0 % hatten einen weiblichen Haushaltsvorstand ohne Ehemann und 21,0 % bildeten keine Familien. 18,7 % der Haushalte bestanden aus Einzelpersonen und in 9,0 % aller Haushalte lebte jemand im Alter von 65 Jahren oder mehr alleine. Die durchschnittliche Haushaltsgröße betrug 2,57 und die durchschnittliche Familiengröße 2,91 Personen.
Die Bevölkerung verteilte sich auf 22,2 % Minderjährige, 5,2 % 18–24-Jährige, 29,6 % 25–44-Jährige, 28,9 % 45–64-Jährige und 14,1 % im Alter von 65 Jahren oder mehr. Der Median des Alters betrug 41 Jahre. Auf jeweils 100 Frauen entfielen 100,0 Männer. Bei den über 18-Jährigen entfielen auf 100 Frauen 96,3 Männer.
Das mittlere Haushaltseinkommen in East Cameron Township betrug 32.500 US-Dollar und das mittlere Familieneinkommen erreichte die Höhe von 38.594 US-Dollar. Das Durchschnittseinkommen der Männer betrug 30.481 US-Dollar, gegenüber 17.500 US-Dollar bei den Frauen. Das Pro-Kopf-Einkommen belief sich auf 15.345 US-Dollar. 11,8 % der Bevölkerung und 11,0 % der Familien hatten ein Einkommen unterhalb der Armutsgrenze, davon waren 14,9 % der Minderjährigen und 6,0 % der Altersgruppe 65 Jahre und mehr betroffen.